# Ligne Tōyō Rapid
La ligne Tōyō Rapid (東葉高速線, Tōyō Kōsoku-sen) est l'unique ligne ferroviaire de la compagnie Toyo Rapid Railway dans la préfecture de Chiba au Japon. Elle relie la gare de Nishi-Funabashi à Funabashi à celle de Tōyō-Katsutadai à Yachiyo.
La ligne Tōyō Rapid constitue le prolongement oriental de la ligne Tōzai du métro de Tokyo.

## Histoire
La construction de la ligne commença en juillet 1984 et la ligne fut inaugurée le 27 avril 1996.

## Caractéristiques

### Ligne
- Longueur : 16,2 km
- Ecartement : 1 067 mm
- Alimentation : 1 500 Vcc par caténaire
- Nombre de voies : Double voie

### Services et interconnexions
À Nishi-Funabashi, la ligne est interconnectée avec la ligne Tōzai pour des services vers Tokyo.

### Liste des gares
La ligne comporte 9 gares.
| Numéro | Gare                     | Nom japonais | Distance (km) | Correspondances                                                            | Ville     |
| ------ | ------------------------ | ------------ | ------------- | -------------------------------------------------------------------------- | --------- |
| TR01   | Nishi-Funabashi          | 西船橋       | 0             | Tokyo Metro : Tōzai (interconnexion) JR East : Chūō-Sōbu, Keiyō, Musashino | Funabashi |
| TR02   | Higashi-Kaijin           | 東海神       | 2,1           |                                                                            | Funabashi |
| TR03   | Hasama                   | 飯山満       | 6,1           |                                                                            | Funabashi |
| TR04   | Kita-Narashino           | 北習志野     | 8,1           | Keisei : Matsudo                                                           | Funabashi |
| TR05   | Funabashi-Nichidaimae    | 船橋日大前   | 9,8           |                                                                            | Funabashi |
| TR06   | Yachiyo-Midorigaoka (ja) | 八千代緑が丘 | 11,0          |                                                                            | Yachiyo   |
| TR07   | Yachiyo-Chūō             | 八千代中央   | 13,8          |                                                                            | Yachiyo   |
| TR08   | Murakami                 | 村上         | 15,2          |                                                                            | Yachiyo   |
| TR09   | Tōyō-Katsutadai          | 東葉勝田台   | 16,2          | Keisei : Keisei (à Katsutadai)                                             | Yachiyo   |

## Matériel roulant
La ligne Tōyō Rapid est parcourue par les trains des compagnies Tokyo Metro et Toyo Rapid Railway.

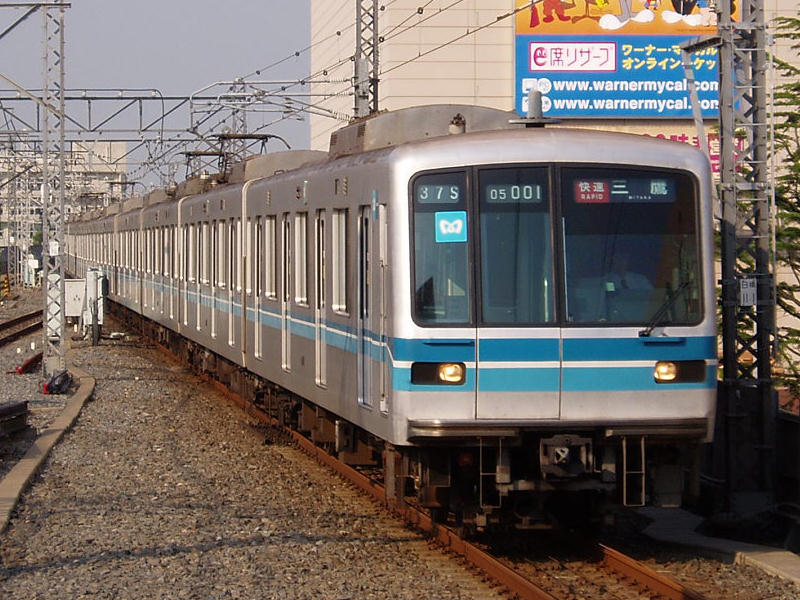
Tokyo Metro série 05
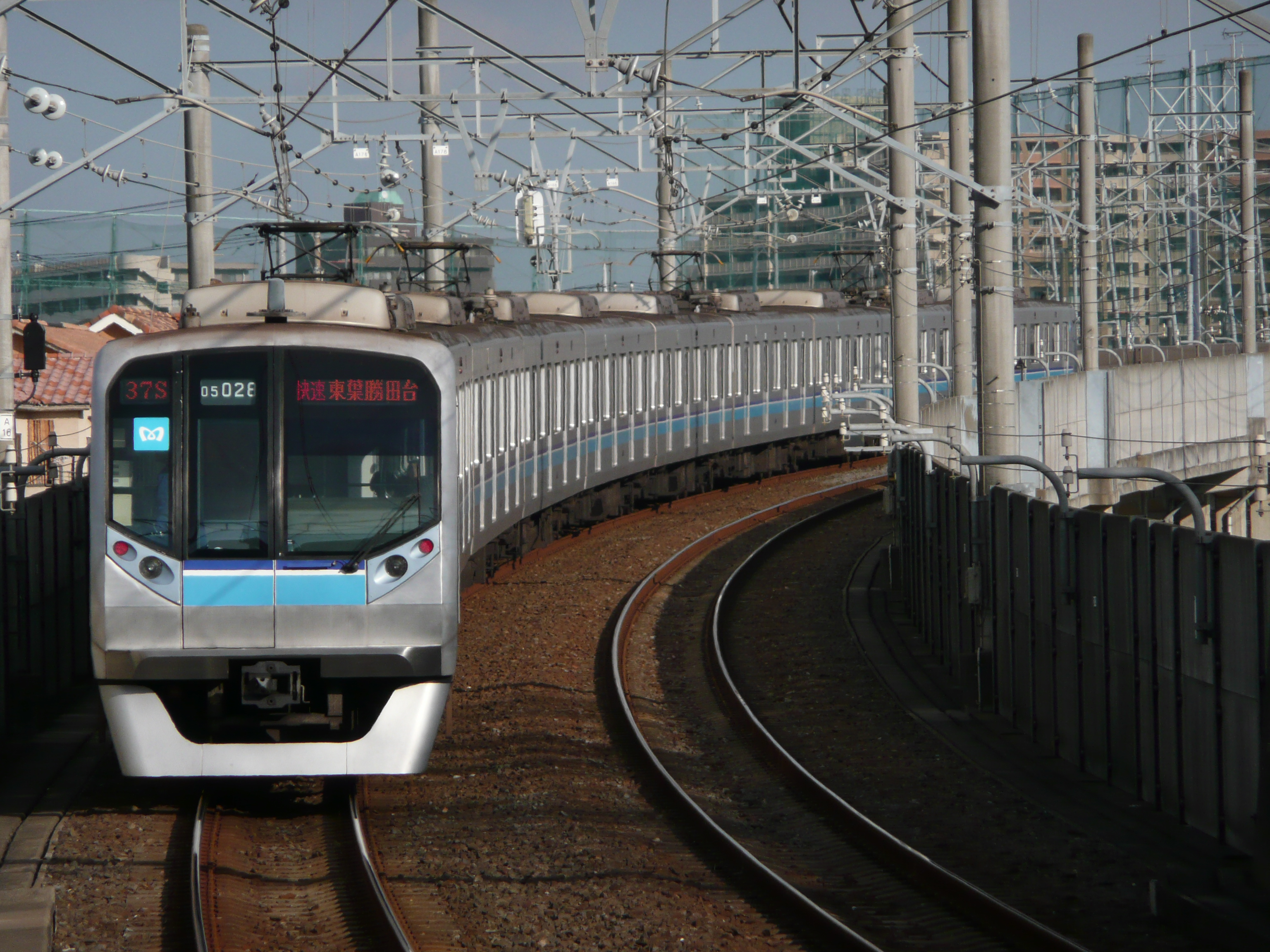
Tokyo Métro série 05N
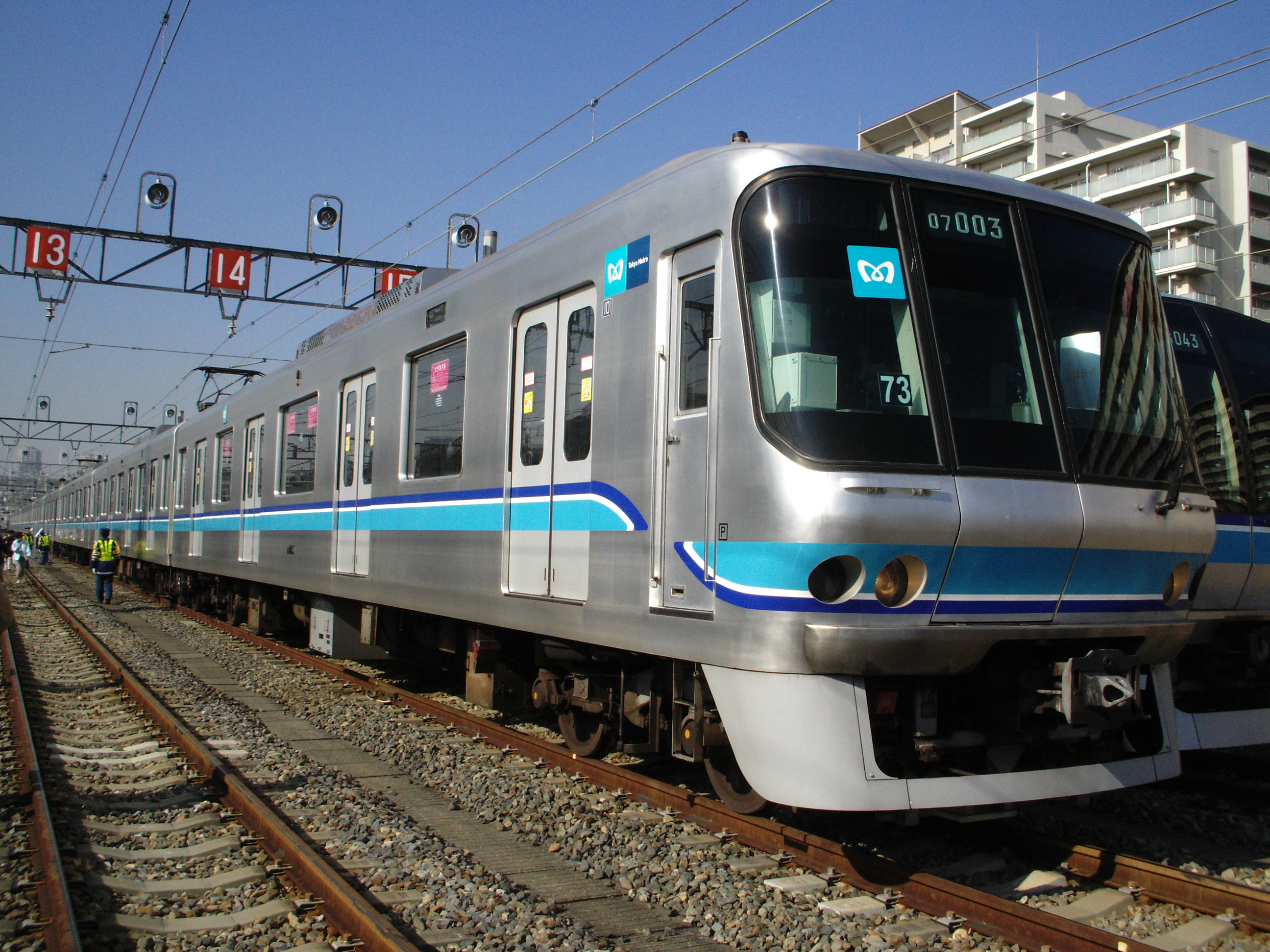
Tokyo Metro série 07
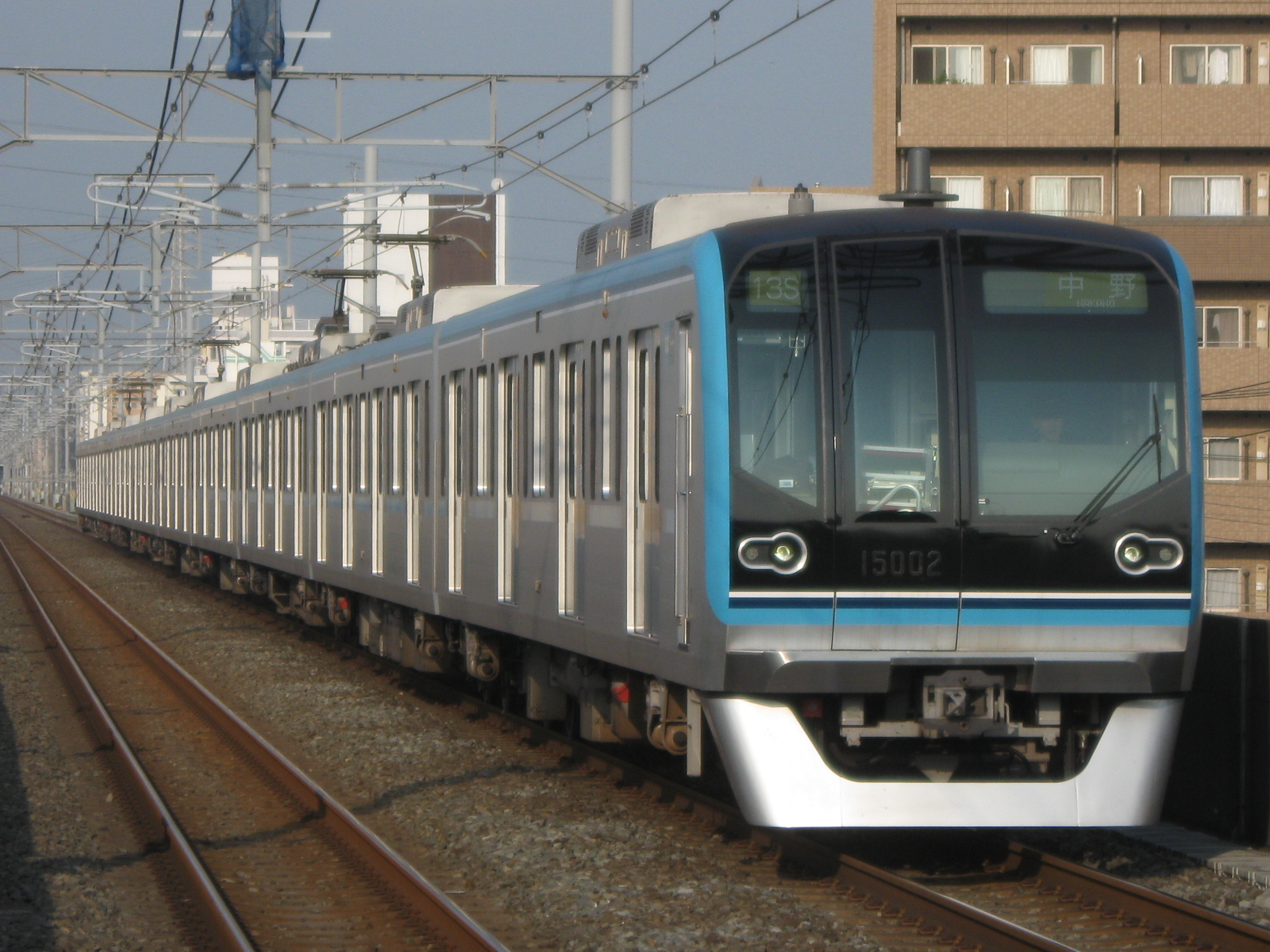
Tokyo Metro série 15000
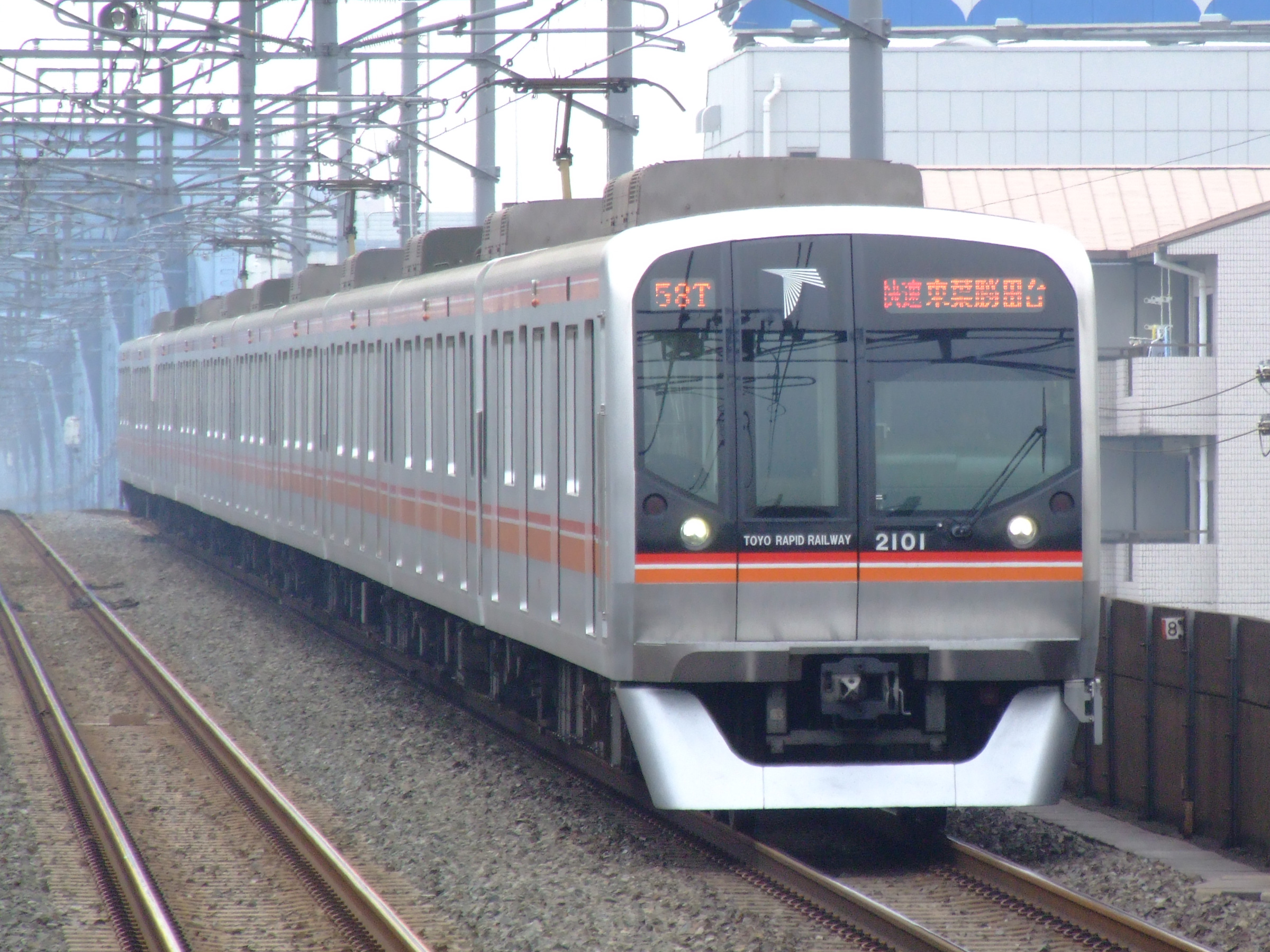
Tōyō Rapid Railway série 2000